# Cousances-lès-Triconville
Cousances-lès-Triconville település Franciaországban, Meuse megyében. Lakosainak száma 146 fő (2022. január 1.). Cousances-lès-Triconville Dagonville, Erneville-aux-Bois, Grimaucourt-près-Sampigny, Ménil-aux-Bois és Salmagne községekkel határos.

## Népesség
A település népességének változása:
| Lakosok száma | 107  | 134  | 135  | 143  | 143  | 146  | 140  | 143  | 145  | 146  |
|               | 1968 | 1982 | 1990 | 2006 | 2013 | 2015 | 2017 | 2019 | 2020 | 2022 |